# Dorothé Évora
Dorothé Évora (28 de mayo de 1991) es una deportista de Portugal que compite en atletismo. Ganó una medalla de plata en el Campeonato Europeo de Atletismo por Equipos de 2019, en la prueba de 4 × 400 m.